# 동양에스텍
동양에스텍(DongYang S.Tec Co. Ltd.)는 대한민국의 가스관 기업이다. 본사는 대전시 중구 중앙로 164번길 20(은행동)에 위치해 있으며 대표이사는 조남욱이다. 2024년 토지 자산재평가 결과에서 416억 원 이상의 차액이 발생하였다

## 참고문헌
1. ↑  동양에스텍, 남북러 가스관 수혜주로 전망, 뉴스웨이, 2018.06.21
2. ↑  동양에스텍, 토지 자산재평가 차액 416億 확정…재무구조 개선, 철근 시간, 2024.04.19
3. ↑  동양에스텍은 철강업계의 숨은 진주, 경쟁사 대비 저평가돼 있다., 철강 및 금속 신문 2021.05.12